# Licees
Les Licees (en grec antic: Λύκαια, Lýkaia) eren un festival de l'antiga Grècia que se celebrava al cim del mont Liceu (Arcàdia) en honor de Zeus Liceu.
Segons Pausànies, el festival hauria estat instituït per l'heroi Licàon, fill de Pelasg, i que, a més d'uns jocs (sobre els quals no hi ha cap referència específica), es feia un sacrifici d'un nen. Segons el mite, Licàon es convertí en llop després de servir carn humana als déus, i es deia que, després del ritual, una persona es convertia en llop durant deu anys; però, si havia tastat la carn humana, romania un llop tota la vida. El festival es considera un ritu de pas que es relaciona amb una antiga amenaça de canibalisme i la possible transformació en home llop en cas de transgressió.
El culte a Zeus Liceu era el més antic que es coneix dedicat a aquest déu. No el representava cap estàtua, i vivia a la llum que es veia en sortir el sol al cim del Liceu, que sembla que, en realitat, pren el nom no del llop (λύκος, lykos), sinó de λύκ (lyk), un mot arcaic cognat de λευκός (leukós 'blanc') i del llatí lux ('llum'). El sacrifici humà es feia al cim de la muntanya, en un altar situat sobre dos pilars. Més avall hi havia un bosquet on ningú no podia entrar, i es deia que no hi existia cap ombra. A la vora hi havia una font sagrada anomenada Agno (Άγνώ 'desconeguda'), on el sacerdot hi submergia una branca de roure en temps de sequera. El sacrifici també estava relacionat amb peticions de pluja, i, pel que diu Pausànies, és possible que els sacrificis humans es conservessin fins a una època tardana. És possible també que durant el festival se celebressin curses a cavall i curses a peu, atès que Pausànies parla d'un hipòdrom i d'un estadi situats vora el bosquet sagrat.
Plutarc diu que el festival s'assemblava a les Lupercals romanes, però, a part del nom, no hi ha més similituds, puix que les Lupercals eren cerimònies per preservar els ramats dels atacs del llop.